# Affiches de la Works Projects Administration pour le National Park Service
 (novembre 2023).
Si vous disposez d'ouvrages ou d'articles de référence ou si vous connaissez des sites web de qualité traitant du thème abordé ici, merci de compléter l'article en donnant les références utiles à sa vérifiabilité et en les liant à la section « Notes et références ».
Les affiches de la Work Projects Administration pour le National Park Service sont un ensemble de quatorze affiches réalisées par la Work Projects Administration pour promouvoir le tourisme dans les parcs et monuments nationaux des États-Unis gérés par le National Park Service pendant la Grande Dépression, dans le cadre du New Deal. Après avoir longtemps été oubliée, la série a été partiellement reconstituée et remise en circulation à compter de la fin du XXe siècle, principalement par un ranger appelé Doug Leen qui a commencé par découvrir l'affiche consacrée au parc national de Grand Teton en 1973. Malgré des recherches de plusieurs décennies, trois des motifs connus pour avoir existé demeurent aujourd'hui sans original identifié.

## Visuels

Monument national de Fort Marion
Parc national du Grand Canyon
Parc national volcanique de Lassen
Parc national de Yellowstone
Parc national de Zion